# Satu Mäkeläová-Nummelaová
Satu Mäkeläová-Nummelaová (* 26. října 1970, Orimattila) je finská sportovní střelkyně, specialistka na trap. Na olympijských hrách v Pekingu roku 2008 získala v trapu zlatou medaili. Zúčastnila se i OH 2012 (7. místo), 2016 (10. místo) a 2020 (24. místo). Dvě individuální medaile, bronzové, má i z mistrovství světa (1995, 2009). Krom toho má z MS tři stříbra (2015, 2017, 2022) a jeden bronz (1995) ze soutěže družstev. Jejím nejlepším výsledkem na mistrovství Evropy bylo 3. místo z roku 2017. S finským týmem brala na evropském šampionátu jedno zlato (2023) a dva bronzy (2012, 2018). V roce 2023 přivezla stříbro z Evropských her. Na olympijských hrách v Tokiu konaných roku 2021 byla vlajkonoškou finské výpravy na zahajovacím ceremoniálu. V roce svého olympijského triumfu byla zvolena finským sportovcem roku. Její manžel a trenér Matti Nummela je také střelcem, mistrem Evropy v trapu z roku 1983.